# Jüdische Elementarschule (Emmendingen)
Die Jüdische Elementarschule in Emmendingen, der Kreisstadt des Landkreises Emmendingen in Baden-Württemberg, war eine Elementarschule, die von der Jüdischen Gemeinde Emmendingen unterhalten wurde. Das badische Judenedikt von 1809 gestattete den jüdischen Gemeinden, eigene Schulen zu errichten, sofern sie die Kosten dafür übernahmen.
Die Schule befand sich in dem 1763 zur Synagoge umgebauten Fachwerkhaus Kirchstraße 11 (48° 7′ 17,4″ N, 7° 51′ 0,9″ O), das nach 1823 zu einem Gemeindehaus mit Kantorenwohnung und Gemeindesaal umgenutzt wurde. Später wurde die Schule in das Gebäude Karl-Friedrich-Straße 62 verlegt (48° 7′ 24,6″ N, 7° 50′ 30,8″ O).
Die jüdischen Elementarschulen wurden mit der Einführung der Simultanschulen im Großherzogtum Baden im Jahr 1876 aufgelöst. Die jüdische Schule in Emmendingen wurde bis nach 1900 als Religionsschule weitergeführt.